# Disco Inferno (50 Cent)
Disco Inferno è un brano musicale del rapper statunitense 50 Cent, pubblicato come primo singolo dall'album The Massacre del 2004. Il singolo è riuscito ad arrivare sino alla terza posizione della classifica Billboard Hot 100.

## Tracce
Vinile 12" Shady Records – B417923-01
Lato A
1. Disco Inferno (Explicit)
2. Disco Inferno (Clean)

Lato B
1. Disco Inferno (Instrumental)
2. Disco Inferno (Acapella)

## Classifiche
| Classifica (2005)                        | Posizione più alta |
| ---------------------------------------- | ------------------ |
| UK Singles (The Official Charts Company) | 87                 |
| US Billboard Hot 100                     | 3                  |
| US Hot R&B/Hip-Hop Songs (Billboard)     | 4                  |
| US Pop 100 (Billboard)                   | 7                  |
| US Radio Songs (Billboard)               | 4                  |
| US Rap Songs (Billboard)                 | 3                  |